# Voyageur
Voyageur е петият студиен албум на немската ню ейдж група Енигма. Световната му премиера е на 30 септември 2003 и е издаден от Virgin/EMI.
„Voyageur“ се счита за най-неенигма звучащият албум на групата, заради драстични промени в звученето и композиционното оформление. За разлика от предните четири албума този е по-скоро поп ориентиран, отколкото да залага на такива етно/ню ейдж елементи като шакухачи флейтите, грегорианските песнопения и племенните напеви, които в този албум напълно отсъстват. Повечето от песните включени в албума са с ново поп звучене, което самият Крету определя като „изтънчен поп“. Това е най-забележимо в песните „Voyageur“, „Incognito“, „Boum-Boum“ и „Look of Today“.
Във „Voyageur“ като вокалисти участва Андрю Доналдс, Рут-Ан Бойл, Майкъл Крету и Сандра Крету.
От албума са издадени три сингъла, по ред на излизане: „Voyageur“, „Following the Sun“ и „Boum-Boum“.

## Песни
1. „From East to West“ – 4:10
2. „Voyageur“ – 4:36
3. „Incognito“ – 4:24
4. „Page of Cups“ – 7:00
5. „Boum-Boum“ – 4:30
6. „Total Eclipse of the Moon“ – 2:16
7. „Look of Today“ – 3:44
8. „In the Shadow, In the Light“ – 5:33
9. „Weightless“ – 2:18
10. „The Piano“ – 3:00
11. „Following the Sun“ – 5:48

## Сертификация
| Държава | Сертификация | Продажби |
| ------- | ------------ | -------- |
| Русия   | Златен       | 10 000+  |

## Класации
Предполагаеми продажби – около 2.5 млн. копия.
| Държава                       | Върхова позиция |
| ----------------------------- | --------------- |
| Европа                        | 12              |
| САЩ Билборд Електронни албуми | 1               |
| Арабия                        | 2               |
| Гърция                        | 3               |
| Португалия                    | 4               |
| Германия                      | 6               |
| Холандия                      | 13              |
| Италия                        | 17              |
| Австрия                       | 19              |
| Аржентина                     | 20              |
| Швейцария                     | 29              |
| Унгария                       | 29              |
| Швеция                        | 31              |
| Франция                       | 32              |
| Финландия                     | 34              |
| Чехия                         | 39              |
| Белгия                        | 40              |
| Великобритания                | 46              |
| Дания                         | 52              |
| Канада                        | 61              |
| Норвегия                      | 71              |
| Испания                       | 87              |
| САЩ Билборд Топ 200           | 94              |